# Lenoncourt
Lenoncourt ist eine französische Gemeinde mit 592 Einwohnern (Stand: 1. Januar 2022) im Département Meurthe-et-Moselle in der Region Grand Est (bis 2015 Lothringen). Die Gemeinde gehört zum Arrondissement Nancy und zum Kanton Grand Couronné.

## Lage
Lenoncourt liegt etwa neun Kilometer ostsüdöstlich von Nancy. Das Gemeindegebiet wird vom Flüsschen Roanne durchquert. Umgeben wird Lenoncourt von den Nachbargemeinden Cerville im Norden, Buissoncourt im Nordosten und Osten, Varangéville im Süden, Art-sur-Meurthe im Westen, Saulxures-lès-Nancy im Westen und Nordwesten sowie Pulnoy im Nordwesten.

## Bevölkerungsentwicklung
| Jahr                       | 1962 | 1968 | 1975 | 1982 | 1990 | 1999 | 2006 | 2019 |
| Einwohner                  | 379  | 365  | 339  | 317  | 377  | 433  | 544  | 595  |
| Quellen: Cassini und INSEE |      |      |      |      |      |      |      |      |

## Sehenswürdigkeiten
- Kirche La Nativité-de-la-Vierge aus dem 15. Jahrhundert, An- und Umbauten aus dem 18. Jahrhundert
- Pfarrhaus aus dem 18. Jahrhundert
- Burg Lenoncourt aus dem 13./14. Jahrhundert, Monument historique seit 1979/1984

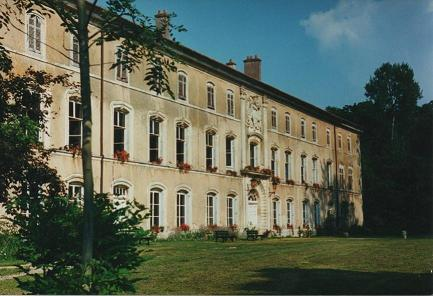
Château de Lenoncourt
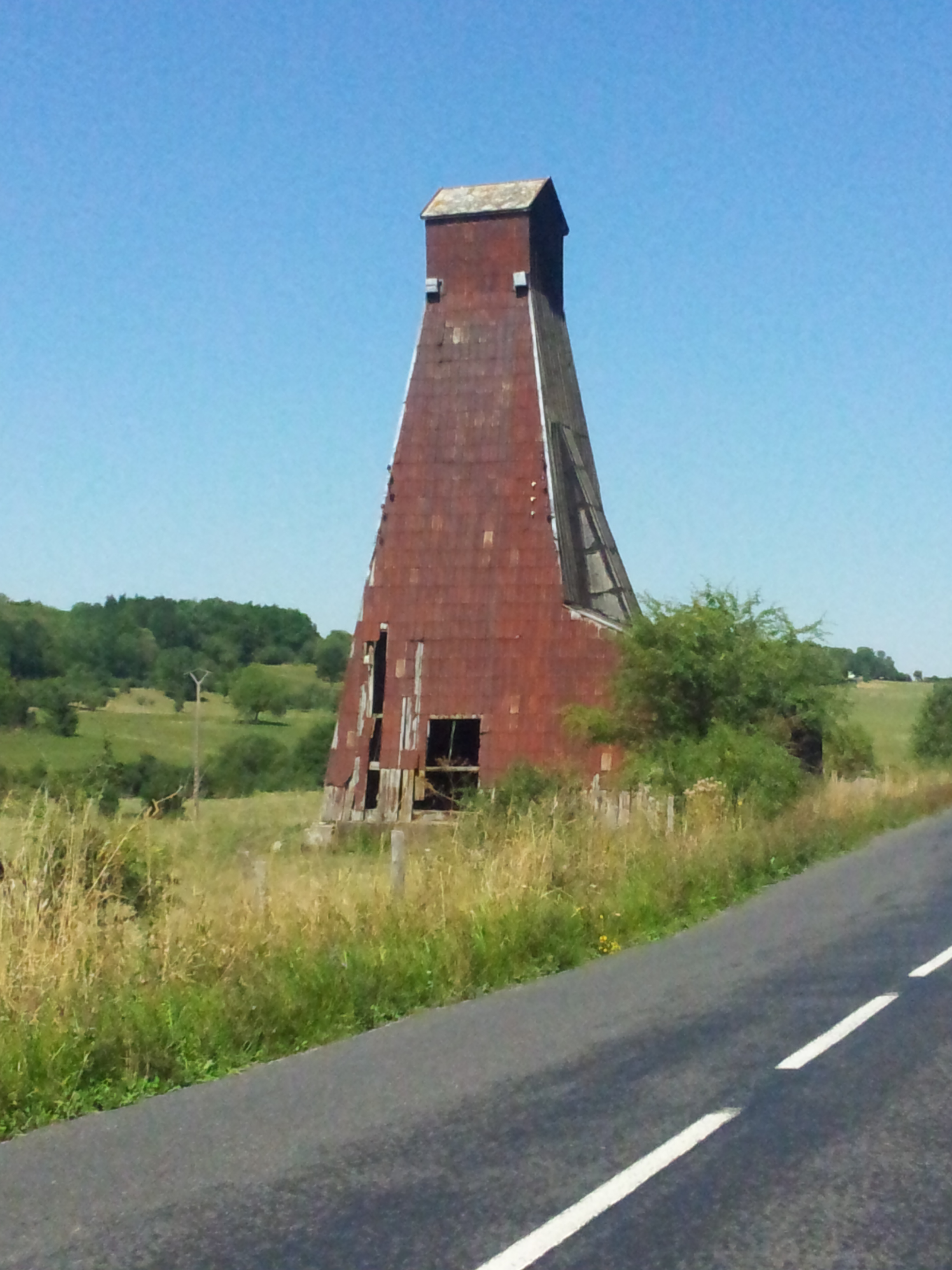
Alter Salz-Förderturm
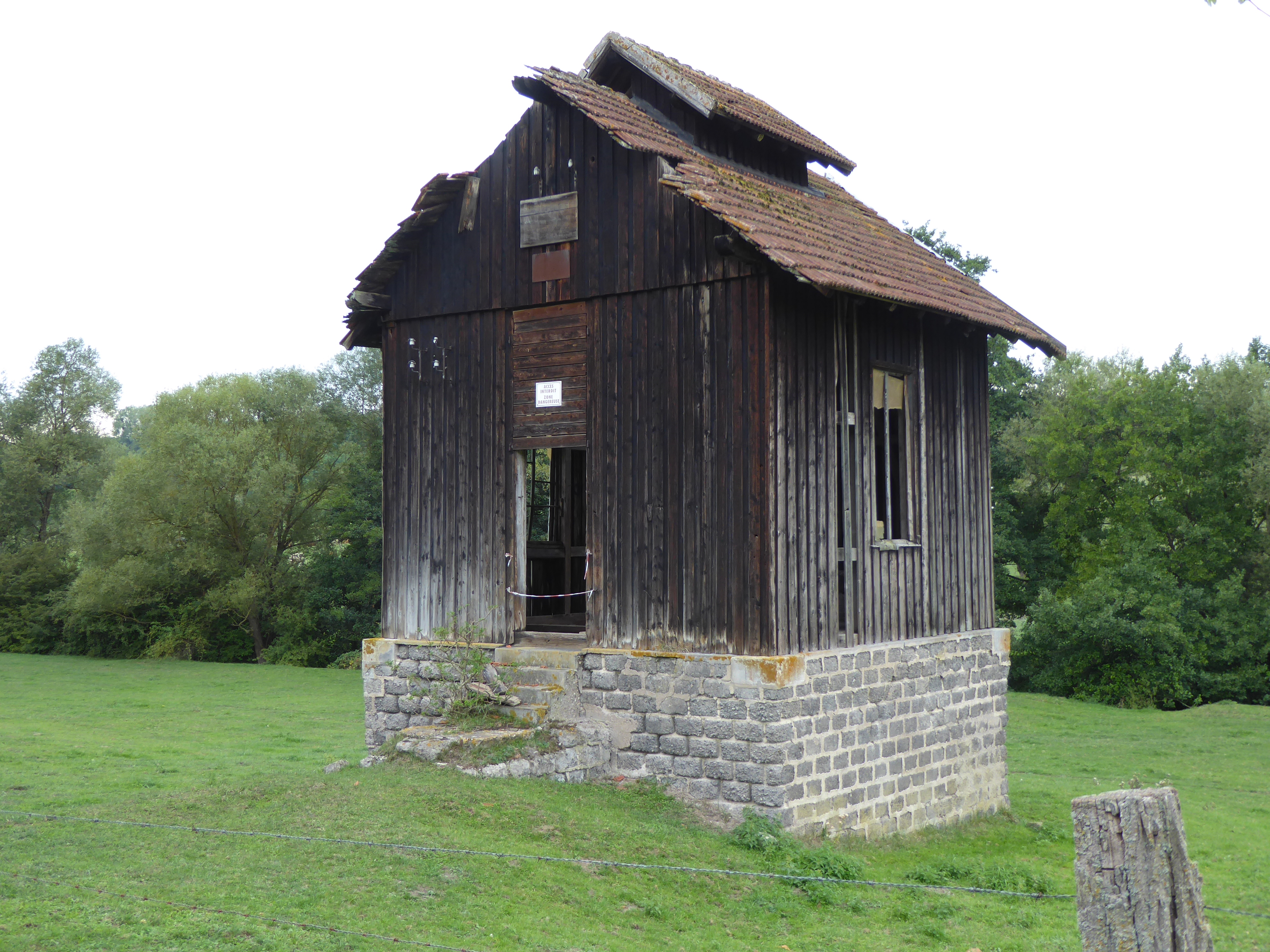
Alte Bohrstation zur Untersuchung des salzhaltigen Untergrundes

## Persönlichkeiten
- Robert I. de Lenoncourt (gest. 1532), Erzbischof von Tours (1484–1508) und Reims (1508–1532)
- Robert II. de Lénoncourt (1510–1561), Fürstbischof von Châlons (1535–1550), von Metz (1551–1555), Bischof von Auxerre und Erzbischof von Embrun (jeweils 1556–1560), Erzbischof von Arles und Toulouse (1560–1561); seit 1538 Kardinal
- Philippe de Lénoncourt (1527–1592), Fürstbischof von Châlons (1550–1556), Bischof von Auxerre (1560–1562), Kardinal seit 1586
- Henri III. de Lenoncourt (um 1537–1584), französischer Adliger und Höfling aus dem Haus Lenoncourt